# Thomas Ebeling (Manager)

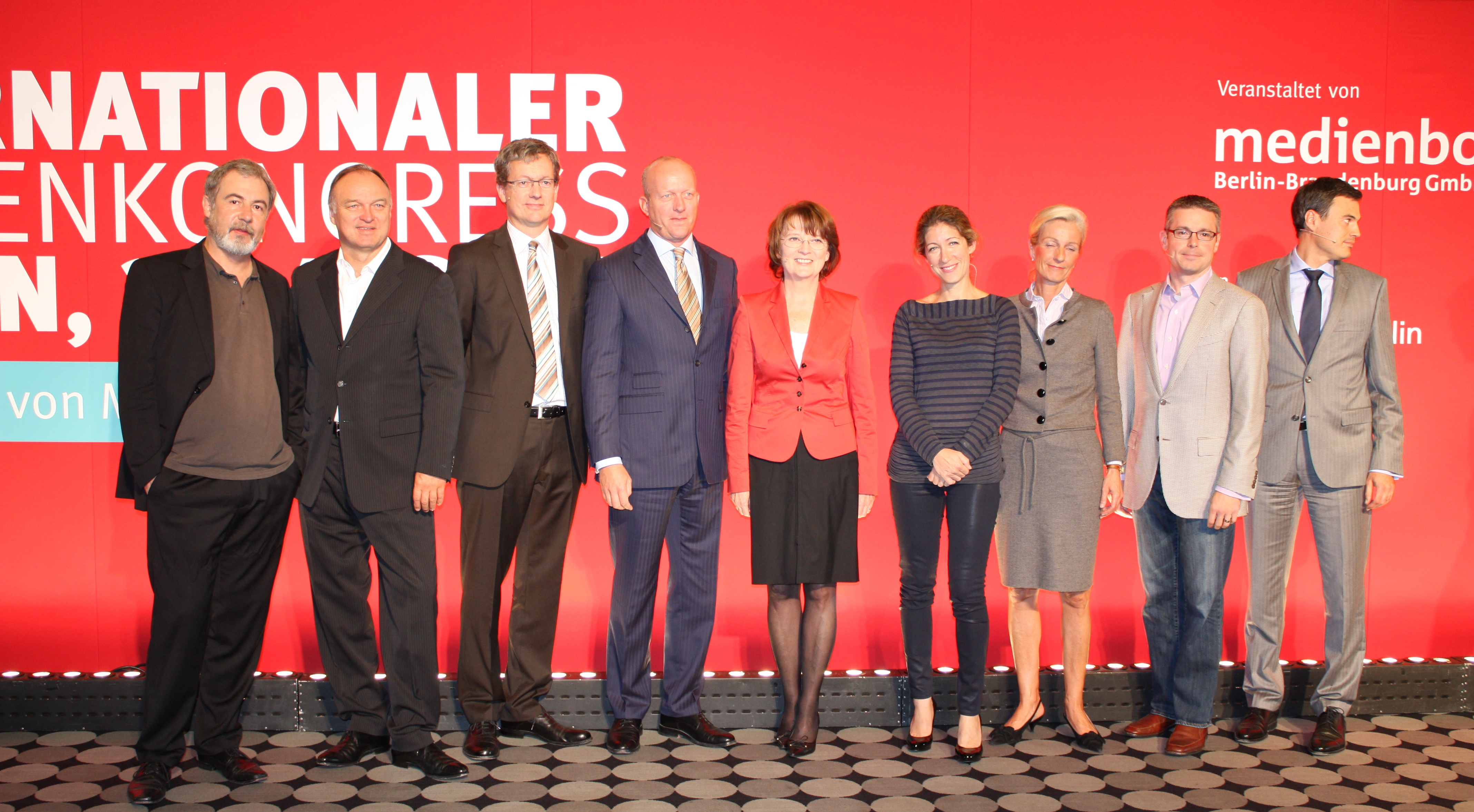
Ebeling (2. von links) auf dem Internationalen Medienkongress 2012

Thomas Ebeling (* 9. Februar 1959 in Hannover) ist ein deutscher Manager und der ehemalige Vorstandsvorsitzende der ProSiebenSat.1 Media.

## Leben
Thomas Ebeling studierte Psychologie in Hamburg. Nach seinem Abschluss im Jahr 1987 begann er bei Reemtsma und war dort unter anderem als Produktmanager für die Marke „West“ verantwortlich. 1991 wechselte er als Marketing-Manager zu Pepsi-Cola Deutschland und wurde 1993 Marketing Director für das gesamte Getränkeportfolio. Ab 1994 war er als National Sales and Franchise Director für den Einzelhandels- und Gastronomieverkauf von Pepsi-Cola zuständig. 1996 wurde er General Manager von Pepsi-Cola Deutschland und wechselte 1997 als General Manager von Novartis Nutrition für Deutschland und Österreich zu Novartis. 1998 übernahm Ebeling die weltweite Leitung der Nutrition Division von Novartis. In dieser Position führte er die drei Geschäftseinheiten Medical Nutrition, Health Nutrition und Consumer Retail und war dort unter anderem für die führende amerikanische Baby Food Marke Gerber verantwortlich. 1998 wurde er Mitglied der Gesamtgeschäftsleitung von Novartis. Von 2000 bis Oktober 2007 war er als Chief Executive Officer (CEO) verantwortlich für das globale Pharmageschäft von Novartis. Im Oktober 2007 wurde er CEO der Division Novartis Consumer Health.
Ebeling war vom 1. März 2009 bis zum 22. Februar 2018 Vorstandsvorsitzender der ProSiebenSat.1 Media. Ebeling steigerte unter anderem durch die Erschließung neuer Geschäftsfelder den Aktienwert der Sendergruppe von 0,80 Euro auf zwischenzeitlich über 50 Euro und brachte das Medienunternehmen in den DAX. Bei seinem Ausscheiden lag der Aktienkurs bei 33 Euro. Der Manager etablierte eine Diversifizierungsstrategie bei ProSiebenSat.1 und nutzte erstmals freie Werbeflächen der Gruppe zur Bewerbung von digitalen Start-up Unternehmen. Im Gegenzug erhielt der Medienkonzern Anteile an Umsatzerlösen oder Firmenbeteiligungen. Vor allem E-Commerce-Firmen wie Flaconi und Amorelie wurden aufgrund dieser Strategie erfolgreich. In den Jahren von 2011 bis 2016 führte Ebeling den Konzern stetig zu neuen Rekordergebnissen. Der Konzern investierte unter seiner Führung 2015 in das Vergleichsportal Verivox und trat 2016 mit einem hohen Invest in die ParshipMeet Group überraschend in die Dating-Branche ein.
Zwar wurde im Juli 2015 seine Vertragslaufzeit vorzeitig bis ins Jahr 2019 verlängert, doch er verließ zum 22. Februar 2018 das Unternehmen, nachdem er sich abfällig über Zuschauer geäußert hatte.
Der Manager war und ist in verschiedenen Aufsichtsrats- und Beratungsgremien aktiv: Von 2012 bis 2019 war Ebeling Mitglied des Aufsichtsrates der Bayer AG, von 2013 bis 2016 war er Mitglied des Board of Directors der Lonza Group.
Von 2017 bis 2022 war er als Industry Advisor von EQT.AB und in mehreren EQT Portfolio Firmen tätig (Sivantos, Apleona, Galderma). Ebeling war von 2018 bis 2021 Aufsichtsratsvorsitzender der Apleona Frankfurt und von 2016 bis 2018 Mitglied und Vorsitzender des Aufsichtsrats von Sivantos Singapur.
Seit 2019 ist Ebeling als Vorsitzender des Advisory Committees von Galderma in der Schweiz aktiv und berät seit 2013 als Industriepartner die Rantum Management Capital GmbH bei Investment-Engagements.
Seit 2016 ist Ebeling Advisor von MPM Capital, Boston. Er ist außerdem Vorsitzender des Advisor Committees von Remagine Ventures LP, Israel, sowie seit 2017 Mitglied und Vorsitzender des Aufsichtsrats der GFK in Nürnberg, der eine bedeutende Rolle im Marktmodell der TV-Branche zukommt.
Im Jahre 2017 wurde er in den Aufsichtsrat von Cullinan, Boston gewählt. Ebeling ist weiterhin im Advisor Committee von Moonfare und im Aufsichtsrat der Heilpflanzenwohl AG, Schweiz, aktiv. Darüber hinaus wurde er 2021 in die Aufsichtsräte von Qiagen Netherland und von Orna in Boston USA berufen.
Ebeling war 2021 Mitgründer der Berlin Thunder, einer American-Football-Mannschaft, die in der ebenfalls 2021 gegründeten European League of Football spielt.
Seit April 2024 ist er Vorsitzender des Verwaltungsrats von Galderma. Seit Juli desselben Jahres ist er zudem Mitglied des Verwaltungsrats von Recipharm, einem Portfolio-Unternehmen von EQT.
Bereits vor seinem Ausscheiden bei ProSiebenSat.1 gründete Ebeling gemeinsam mit seiner Frau die Rita und Thomas Ebeling Foundation, die sich der Erforschung und Behandlung von onkologischen und kardiovaskulären Krankheiten widmet. Ebeling lebt aktuell mit seiner Familie in der Schweiz.

## Auszeichnungen
2011 wurde Ebeling zum Medienmann des Jahres 2011 gewählt.
Außerdem war er von 2016 bis 2017 unter den weltweiten „Top 100 - CEOs“ des Harvard Business Reviews gelistet. Das Manager Magazin zeichnete Ebeling 2017 als den CEO mit der besten Aktien-Performance aus.

## Kritik
Für das Geschäftsjahr 2014 erhielt Ebeling für seine Tätigkeit als Vorstandsvorsitzender von ProSiebenSat.1 eine Vergütung von 27,5 Mio. Euro vor Steuern und damit mehr als die Chefs der größten deutschen DAX-Unternehmen. Dies war auf einen Sonderbonus von 23,5 Mio. Euro zurückzuführen, der von den Finanzinvestoren Kohlberg Kravis Roberts & Co. und Permira nach deren erfolgreichem Exit aus ProSiebenSat.1 gezahlt wurde. Die beiden Unternehmen hatten Ebeling 2009 im Vorfeld in den Vorstand des Medienunternehmens berufen.
In einer Telefonkonferenz mit Analysten bezeichnete Ebeling die Zuschauer von ProSiebenSat.1 als übergewichtig und arm. In dem auf Englisch geführten Gespräch sagte Ebeling wörtlich: „All die Hollywood-Blockbuster gibt es auf unseren Sendern, und nicht jeder Netflix-Film ist ein Homerun. Und sehr oft sind deren Inhalte sehr, sehr Arthouse-like. Es gibt Menschen, ein bisschen fettleibig und ein bisschen arm, die immer noch gerne auf dem Sofa sitzen, sich zurücklehnen und gerne unterhalten werden wollen. Das ist eine Kernzielgruppe, die sich nicht ändert.“ Die Reaktionen reichten von Verständnis bis Ablehnung. Am 19. November 2017 gab das Unternehmen bekannt, dass Ebeling zum 22. Februar 2018 ausscheidet.